# Jean de Lingendes
Jean de Lingendes (* 1580 in Moulins; † 1616) war ein französischer Dichter des Barock. Er ist nicht zu verwechseln mit dem gleichnamigen Bischof von Sarlat (1642–1650) und Mâcon (1651–1665).

## Leben und Werk
Jean de Lingendes stieß früh zum Hof und gehörte mit Honoré d’Urfé, Pierre Motin und Pierre Berthelot († 1623) zum Dichterkreis um Margarete von Valois. Er war Sekretär des Herzogs von Mayenne. Der Kardinal Jacques-Davy Duperron lud ihn zusammen mit anderen ein, die Heroides des Ovid zu übersetzen. Seit seiner Schäferdichtung Changements de la bergère Philis von 1605 galt er als vielversprechender Dichter, starb aber 1616 im Alter von 35 Jahren.

## Werke

### Originalwerke (moderne Ausgaben)
- Stances. Hrsg. Jacques Madeleine. Sansot, Paris 1911.
- Oeuvres poétiques de Jean de Lingendes. Hrsg. Evan Thomas Griffiths. Hachette, Paris 1916. (kritische Ausgabe)

### Übersetzungen
- (mit anderen) Les Epîtres d’Ovide traduites en prose française par Du Perron, de La Brosse, de Lingendes, et Hedelin. Toussaint du Bray, Paris 1616. (Heroides)